# Буюк Джамі (Софія)
Буюк Джамі (болг. Буюк джамия, тур. Büyük Camii «велика мечеть») — колишня мечеть у місті Софії, столиці Болгарії. Яскрава пам'ятка ісламської архітектури в місті доби панування Османської імперії. 

## З історії будівлі

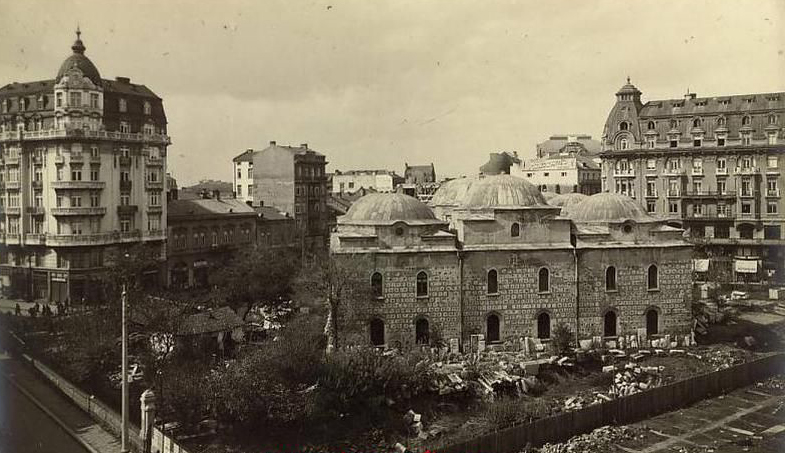
Буюк Джамі, 1920 рік

Згідно з джерелами, першою назвою мечеті було мечеть Ходжі Махмуд-паші (болг. Коджа Махмуд паша джамия) або Мечеть великого Махмуд-паші (болг. Джамията на великия Махмуд паша).
Будівництво храму було розпочато за правління великого візира Махмуд-паші у 1451 році і завершено через 20 років після його смерті в 1494 році. 
Поблизу мечеті розташовані й інші будівлі: ханські покої, медресе, водосховище і чешма (фонтан). Квартал навколо мечеті названий на її честь, однак вулиця має назву Леге, хоча до звільнення від турків звалася також на честь мечеті (болг. Буюк джамиси сокаги). 
Під час російсько-турецької війни (1877—1878) мечеть перетворили на шпиталь. Згодом тут містилась бібліотека, музей і друкарня, а від 1892 року в приміщенні розташовується центральний корпус Національного археологічного музею.